# Zelfontbrandingstemperatuur
De zelfontbrandingstemperatuur is de laagste temperatuur waarbij, bij een druk van 1 atmosfeer en een gemiddeld zuurstofgehalte in de lucht, een stof spontaan ontbrandt en ook blijft branden. Dit is sterk afhankelijk van de vorm en afmetingen van de container waarin de stof zich bevindt en daardoor niet eenduidig vast te leggen.
In een dieselmotor wordt het dieselmengsel onder druk gebracht om zelfontbranding te veroorzaken.

## Lijst van de zelfontbrandingstemperatuur van enkele koolwaterstoffen
- methaan: 537°C
- ethaan: 515°C
- butaan: 480°C[1]
- decaan: 210°C
- dodecaan: 203°C
- tetradecaan: 235°C
- hexadecaan: 215°C
- octadecaan: 235°C
- nonadecaan: 230°C
- propaan: 495°C[1]